# Marché international des programmes de télévision
Le Marché international des programmes de télévision (MIPTV) est un marché international de contenus audiovisuels. Créé en 1963, sa première édition a lieu à Lyon. Dès 1964, il migre au Palais des Festivals et des Congrès de Cannes où il réunit, chaque année en avril, de nombreux professionnels de l’industrie de la télévision et du divertissement. Ils y achètent et vendent des émissions à l’international; mais également, et de plus en plus, y négocient avec les nouvelles plateformes (internet, VOD, mobile, social media).
A l'instar de celle du MIPCOM d'octobre, la fréquentation du MIPTV est en constante augmentation. 
À partir de 2009 il intègre également le MILIA, Marché international des contenus interactifs qui s'est déroulé de 1993 à 2008 à Cannes avant de fusionner avec le MIPTV. 
MIPTV est également précédé par MIPFormats, un forum annuel de conférences et de pitching pour les professionnels de concepts de non-fiction et non-scénarisés[Quoi ?] (les formats, ex. X Factor, Big Brother, etc.). Environ 500 personnes y ont assisté en 2011.
Également avant MIPTV a lieu MIPDOC, le marché international des programmes documentaires. Il s’agit d’un évènement de visionnage et de conférences autour des documentaires et émissions factuelles en tous genres.
Les International Digital Emmy Awards se déroulent pendant le marché.
2024 marque la dernière année du MIPTV à Cannes, celui-ci déménageant pour Londres.

## Chiffres clé du MIPTV
[Quand ?]
- 11 500 participants
- 4 000 acheteurs
- 1 500 exposants
- 107 pays représentés